# Ariadna daweiensis
Ariadna daweiensis is een spinnensoort in de taxonomische indeling van de zesoogspinnen (Segestriidae).
Het dier behoort tot het geslacht Ariadna. De wetenschappelijke naam van de soort werd voor het eerst geldig gepubliceerd in 2002 door Chang-Min Yin, Yajun Xu & Y. H. Bao.